# Marco Verratti
Marco Verratti (Pescara, 1992. november 5. –) Európa-bajnok olasz válogatott labdarúgó, jelenleg a katari ed-Duhaíl középpályása.

## Pályafutása

### Pescara
Profi karrierjét nevelőklubjában, a Pescarában kezdte meg, és már 16 évesen bemutatkozhatott a csapatban, amelyben egyre fontosabb szerepet töltött be. A 2011–12-es idényben már abszolút kulcsjátékos volt, és nagy szerepet játszott abban, hogy a 'Delfinek' feljutottak az olasz élvonalba. Zdenek Zeman edző nagyot húzott azzal, hogy mélységi irányító szerepkörben játszatta, és sokan már az új Andrea Pirlót látták, látják benne.

### Paris Saint-Germain
Bár a Juventus és az Internazionale is bejelentkezett érte a Serie A-ból, kijelentette, hogy a Paris Saint-Germain FC-be igazol. 2012. július 18-án hivatalossá vált, hogy a párizsi klubnál folytatja karrierjét. 2012. szeptember 2-án debütált a Ligue 1-ben a Lille ellen. 12 nappal később gólpasszt adott Javier Pastorenak a Toulouse ellen 2–0-ra megnyert meccsen.
2012. szeptember 18-án debütált a Bajnokok Ligájában a Dinamo Kijiv ellen 4–1-re megnyert találkozón. Azzal fejezték be a szezont, hogy megnyerték a 2012–13-as bajnoki címet. 2013. augusztus 20-án egészen 2018-ig meghosszabbította a szerződését az egyesülettel.
Második szezonja még sikeresebbnek bizonyult, mivel a bajnoki cím mellett megnyerték a francia ligakupát és a francia szuperkupát is. Verrattit jelölték az Év Ligue 1 fiatal játékosának és bekerült a 2013–14-es Ligue 1 év csapatába is.
2014. szeptember 30-án ő szerezte a PSG első gólját a Barcelona elleni 3–2-es győzelemmel záródó Bajnokok Ligája csoportkörében. 2015. január 18-án megszerezte az első bajnoki találatát az Eivan elleni, otthoni 4–2-es győzelem során.
2016 augusztusában további 3 évvel meghosszabbították a kontraktusát.
2018. március 6-án kiállították a Real Madrid elleni, Bajnokok Ligája nyolcaddöntő második találkozóján, melyet a spanyol királyiak nyertek meg 2–1-re, összesítésben pedig 5–2-vel szintén a Real Madrid jutott tovább a negyeddöntőbe.
2019. április 3-án gólra váltotta Kylian Mbappé passzát, majd ő maga is asszisztot adott Dani Alvesnek a francia kupa elődöntőjében, melyet a 3–0-ra megnyertek a Nantes ellen és ezzel a PSG-t a döntőbe juttatták.
2019 októberében újabb hosszabbítást írt alá, amelyben 2024-ig kötelezte el magát a franciáknál.
2023. szeptember 13-án hároméves szerződést írt alá a katari el-Arabí csapatával. 2025. július 7-én az ed-Duhaíl csapatába igazolt.

### A válogatottban
Többszörös olasz utánpótlás-válogatott. Előzetesen bekerült az olasz felnőtt válogatott 2012-es Európa-bajnoki, 32 fős keretébe, majd 2012. május 28-án hivatalossá vált, hogy mégsem nevezték a sorozatba.
2012. augusztus 15-én debütált a felnőttek között egy Anglia elleni 2–1-es vereséggel záródó barátságos mérkőzésen, melyet Bernben tartottak meg.

## Statisztikái

### Klubokban
2020. március 4-én frissítve.
| Klub                | Szezon           | Liga                     | Liga  | Kupa | Kupa  | Kupa | Ligakupa | Ligakupa | Európa | Európa | Egyéb | Egyéb | Összesen | Összesen |
| Klub                | Szezon           | Bajnokság                | Mérk. | Gól  | Mérk. | Gól  | Mérk.    | Gól      | Mérk.  | Gól    | Mérk. | Gól   | Mérk.    | Gól      |
| ------------------- | ---------------- | ------------------------ | ----- | ---- | ----- | ---- | -------- | -------- | ------ | ------ | ----- | ----- | -------- | -------- |
| Pescara             | 2008–09          | Lega Pro Prima Divisione | 7     | 0    | 0     | 0    | —        | —        | —      | —      | —     | —     | 7        | 0        |
| Pescara             | 2009–10          | Lega Pro Prima Divisione | 8     | 1    | 0     | 0    | —        | —        | —      | —      | —     | —     | 8        | 1        |
| Pescara             | 2010–11          | Serie B                  | 28    | 1    | 1     | 0    | —        | —        | —      | —      | —     | —     | 29       | 1        |
| Pescara             | 2011–12          | Serie B                  | 31    | 0    | 1     | 0    | —        | —        | —      | —      | —     | —     | 32       | 0        |
| Pescara             | Összesen         | Összesen                 | 74    | 2    | 2     | 0    | —        | —        | —      | —      | —     | —     | 76       | 2        |
| Paris Saint-Germain | 2012–13          | Ligue 1                  | 27    | 0    | 3     | 0    | 0        | 0        | 9      | 0      | —     | —     | 39       | 0        |
| Paris Saint-Germain | 2013–14          | Ligue 1                  | 29    | 0    | 1     | 0    | 4        | 0        | 8      | 0      | 1     | 0     | 43       | 0        |
| Paris Saint-Germain | 2014–15          | Ligue 1                  | 32    | 2    | 6     | 0    | 3        | 0        | 7      | 1      | 1     | 0     | 49       | 3        |
| Paris Saint-Germain | 2015–16          | Ligue 1                  | 18    | 0    | 1     | 0    | 3        | 0        | 5      | 0      | 1     | 0     | 28       | 0        |
| Paris Saint-Germain | 2016–17          | Ligue 1                  | 28    | 3    | 2     | 0    | 4        | 0        | 7      | 0      | 1     | 0     | 42       | 3        |
| Paris Saint-Germain | 2017–18          | Ligue 1                  | 22    | 0    | 3     | 0    | 4        | 0        | 8      | 2      | 1     | 0     | 38       | 2        |
| Paris Saint-Germain | 2018–19          | Ligue 1                  | 26    | 0    | 3     | 1    | 1        | 0        | 7      | 0      | 1     | 0     | 38       | 1        |
| Paris Saint-Germain | 2019–20          | Ligue 1                  | 20    | 0    | 2     | 0    | 3        | 0        | 7      | 0      | 1     | 0     | 33       | 0        |
| Paris Saint-Germain | Összesen         | Összesen                 | 202   | 5    | 21    | 1    | 22       | 0        | 58     | 3      | 7     | 0     | 310      | 9        |
| Karrier összesen    | Karrier összesen | Karrier összesen         | 276   | 7    | 23    | 1    | 22       | 0        | 58     | 3      | 7     | 0     | 386      | 11       |

### A válogatottban
2019. október 15-én frissítve.
| Olaszország | Olaszország | Olaszország |
| Év          | Mérkőzés    | Gól         |
| ----------- | ----------- | ----------- |
| 2012        | 2           | 0           |
| 2013        | 2           | 1           |
| 2014        | 6           | 0           |
| 2015        | 5           | 0           |
| 2016        | 4           | 0           |
| 2017        | 5           | 0           |
| 2018        | 5           | 0           |
| 2019        | 7           | 2           |
| Összesen    | 36          | 3           |

### Góljai a válogatottban
| #  | Időpont           | Helyszín                                  | Ellenfél            | Állás | Végeredmény | Kiírás                                       |
| -- | ----------------- | ----------------------------------------- | ------------------- | ----- | ----------- | -------------------------------------------- |
| 1. | 2013. február 6.  | Amsterdam Arena, Amszterdam, Hollandia    | Hollandia           | 1–1   | 1–1         | Barátságos mérkőzés                          |
| 2. | 2019. március 26. | Ennio Tardini Stadion, Parma, Olaszország | Liechtenstein       | 2–0   | 6–0         | 2020-as labdarúgó-Európa-bajnokság selejtező |
| 3. | 2019. június 11.  | Juventus Stadion, Torino, Olaszország     | Bosznia-Hercegovina | 2–1   | 2–1         | 2020-as labdarúgó-Európa-bajnokság selejtező |

## Sikerei, díjai

### Klubokban
Pescara
- Olasz másodosztály: 2011–12

Paris Saint-Germain
- Francia bajnok (9): 2012–13, 2013–14 2014–15, 2015–16, 2017–18, 2018–19, 2019–20,[16] 2021–22, 2022–23
- Francia kupa (6): 2014–15, 2015–16, 2017–2018, 2017–18, 2019–20, 2020–21
- Francia ligakupa (6): 2013–14, 2014–15, 2015–16, 2016–17, 2017–18, 2019–20
- Francia szuperkupa (9): 2013, 2014, 2015, 2016, 2017, 2018, 2019, 2020, 2022

### A válogatottban
Olaszország U21
- U21-es Európa-bajnokság döntős: 2013

Olaszország
- Labdarúgó-Európa-bajnokság: 2020